# Magie sombre

Magie sombre est un roman de Julia Verlanger, écrit sous le nom de Gilles Thomas, paru aux éditions du Fleuve noir en 1977. Il raconte l'histoire d'un jeune homme d'une famille modeste qui essaye de recréer la magie. Le narrateur n'est autre que le personnage principal lui-même, racontant son histoire dans un microphone.

## Résumé
L'histoire commence dans les rues de Paris, où le protagoniste, Jef Buron, suit un chemin complexe pour trouver des romans d'occasion. Il finit par trouver un livre intitulé Les Secrets Puissants et Terribles de la Magie. Il achète le livre et commence à le lire : les recettes décrites l'intéressent au plus haut point (par exemple : « Comment s'enrichir par les jeux de hasard »), mais il lui manque les ingrédients principaux.
Jef a alors l'idée de remplacer les ingrédients introuvables par d'autres plus modernes. Il fabrique ainsi le charme de chance, et le teste au tiercé. À sa grande surprise, il gagne.